# Steckrute

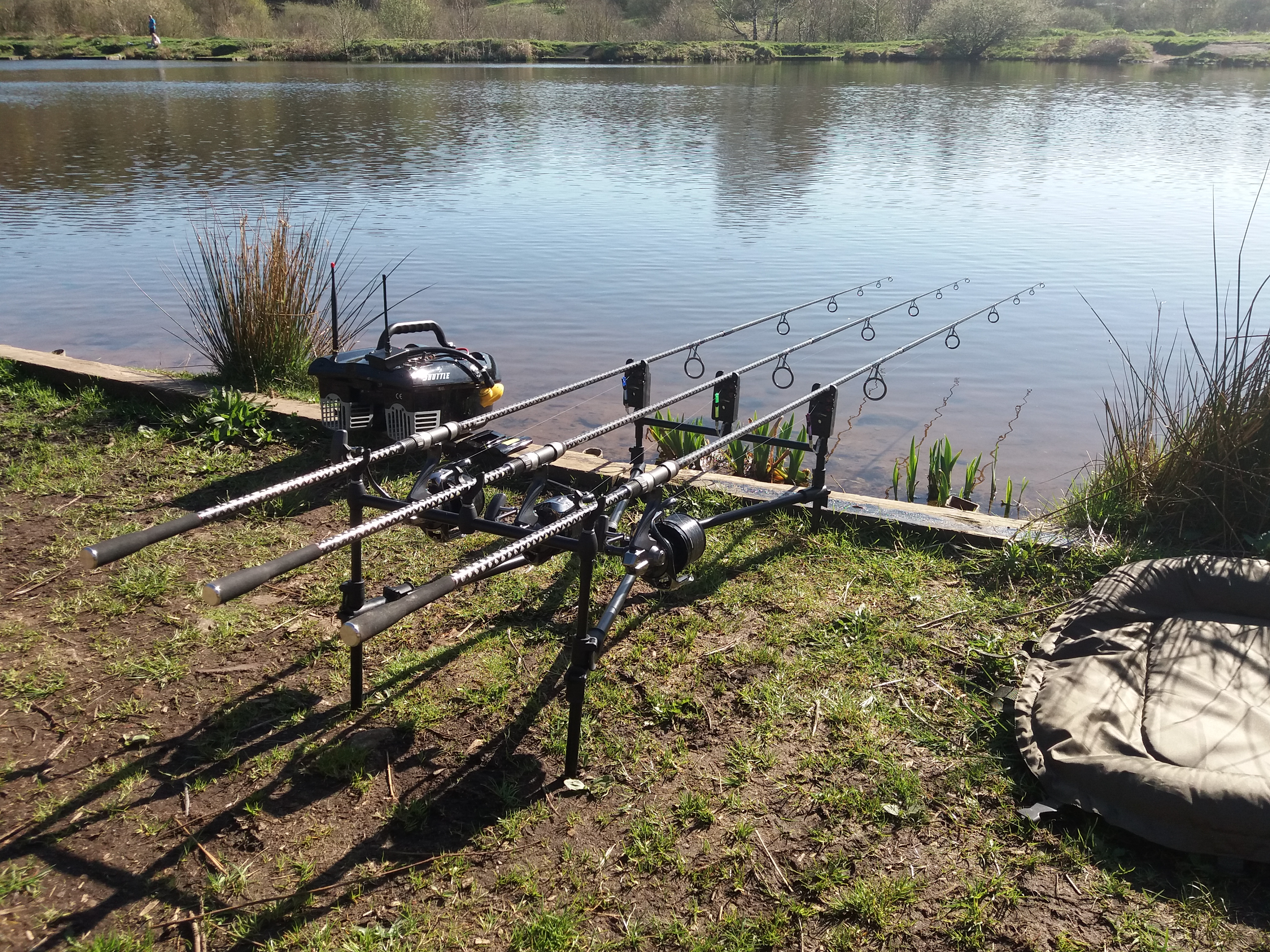
Steckruten beim Karpfenangeln

Bei der Steckrute handelt es sich um eine Angelrute. Da aber heute die Ruten meistens eine Länge von mehreren Metern haben, muss die Rute zu Transport- und Aufbewahrungszwecken verkleinert werden können. Bei der Steckrute hat man das Problem gelöst, indem man sie in mehrere Segmente von ca. 80–200 cm teilt, welche in der richtigen Reihenfolge mittels festsitzender Hülsen zusammengesteckt werden können, da sie zur Spitze hin dünner werden. Dadurch reduziert sich die Transportlänge auf ca. Segmentlänge. Diese Art der Teilung hat relativ große Segmente, wodurch die Aktion und Belastbarkeit der Rute im Gegensatz zur Teleskoprute relativ gut sind. Auch ist hier, anders als bei der Teleskoprute, die Anzahl der Schnurlaufringe relativ hoch, was auch die Belastbarkeit unterstützt. Trotz ihrer immer noch relativ großen Transportlänge ist sie deshalb sehr beliebt.

## Siehe auch

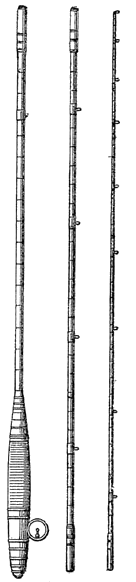
Steckrute in Transportform